# CSS框架
CSS框架是预先准备好的软件框架，允许使用层叠样式表语言更容易，更符合标准的进行网页设计。大多数这些框架包含至少一个栅格设计（grid）。功能更强大的框架，还配备了更多的功能和附加的基于JavaScript的功能，但大多设计导向的和Unobtrusive JavaScript。本文从功能和充分的JavaScript框架区分它们。
两个显着和广泛应用例子是Bootstrap和Foundation (framework)。其他awsm.css（页面存档备份，存于）, Flexify, Materialize（页面存档备份，存于）, Semantic UI（页面存档备份，存于）。
一些更为大型的框架会使用CSS的解释器。例如LESS和Sass。